# NK Omladinac Petrijevci
NK Omladinac je nogometni klub iz Petrijevaca, a nedaleko Valpova u Osječko-baranjskoj županiji.
NK Omladinac je član Nogometnog središta Valpovo te Županijskog nogometnog saveza Osječko-baranjske županije.
U klubu treniraju i natječu se tri kategorije: pioniri, juniori i seniori.
Pioniri se natječu u Ligi mladeži – pioniri pri NS Valpovo, juniori u Ligi mladeži – juniori NS Valpovo, a seniori u 1. ŽNL Osječko-baranjskoj. Nakn naslova prvaka 2024/25.  2. ŽNL NS Valpovo, klub kroz kavlifikacije sa NK Klas Čepin, rezultaom 1:1 i 2:1 vraća se u 1. ŽNL Osječko-baranjsku iz koje je ispao u sezoni 2023/24.
Klub je osnovan 1938.

## Uspjesi kluba
2010./11., -prvak 2. ŽNL NS Valpovo – D. Miholjac.  
2021./22. – prvak 2. ŽNL NS Valpovo – D. Miholjac
2024./25. – prvak 2. ŽNL NS Valpovo
2000./01., 2017./18, 2– prvak 3. ŽNL Liga NS Valpovo.
2023./24. Kup NS Valpovo

## Vanjska poveznice
- Službena stranica Općine Petrijevci